# Giuseppe Alasia
Giuseppe Alasia (Torino, 30 novembre 1820 – Roma, 22 settembre 1893) è stato un politico e prefetto italiano, più volte deputato.

## Biografia
È stato deputato del Regno di Sardegna nel 1860 e deputato del Regno d'Italia dal 1861 al 1865 e dal 1870 al 1874.
È stato inoltre prefetto di Bari, dell'Aquila e di Ravenna.